# La Romagne (Ardennes)
La Romagne ist eine französische Gemeinde mit 130 Einwohnern (Stand: 1. Januar 2022) im Département Ardennes in der Region Grand Est (bis 2015 Champagne-Ardenne). Sie gehört zum Arrondissement Rethel, zum Kanton Signy-l’Abbaye sowie zum Gemeindeverband Crêtes Préardennaises. Die Einwohner werden Romanais genannt.

## Geographie
Die Gemeinde La Romagne liegt 22 Kilometer nördlich von Rethel an den südlichen Ausläufern der Ardennen. Umgeben wird La Romagne von den Nachbargemeinden Saint-Jean-aux-Bois im Norden, Montmeillant im Osten, Signy-l’Abbaye im Südosten, Draize und Givron im Süden sowie Rocquigny im Westen.

## Bevölkerungsentwicklung
| Jahr                       | 1962 | 1968 | 1975 | 1982 | 1990 | 1999 | 2006 | 2011 | 2019 |
| Einwohner                  | 210  | 188  | 168  | 153  | 139  | 119  | 123  | 131  | 131  |
| Quellen: Cassini und INSEE |      |      |      |      |      |      |      |      |      |

## Sehenswürdigkeiten

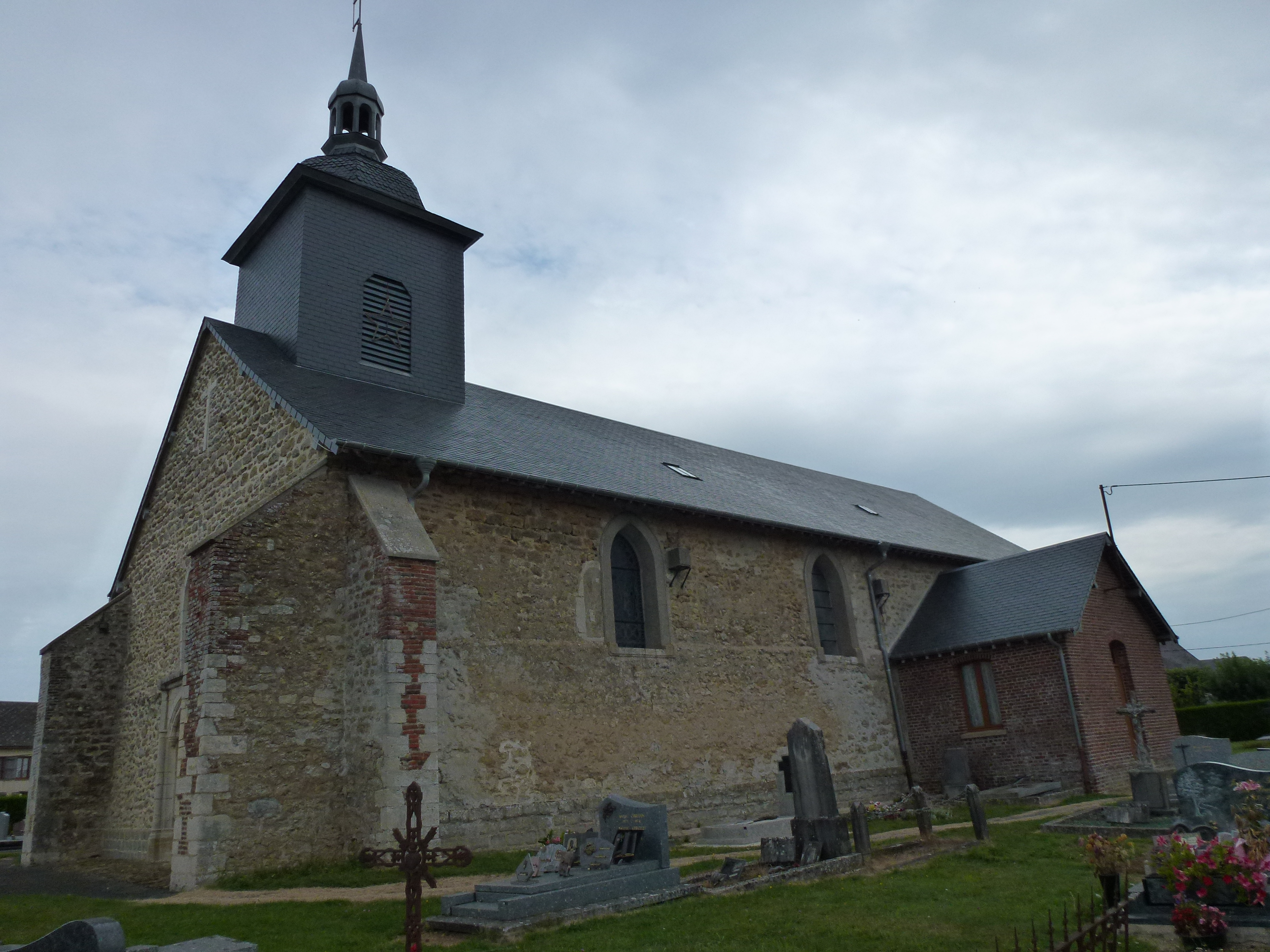
Kirche Saint-Jean

- Kirche Saint-Jean